# Deutsche Meisterschaft im Hallenhockey 1962 (Herren)
Die erste Deutsche Hallenmeisterschaft der Herren wurde am 24. und 25. Februar 1962 in Wuppertal-Barmen in der Sporthalle Heckinghausen ausgetragen. Die Zählung gilt nur für die Bundesrepublik Deutschland, in der DDR wurden bereits seit 1951 Deutsche Hallen-Meisterschaften ausgespielt. Die Damen spielten am selben Wochenende in Frankfurt ihre erste Hallenmeisterschaft aus.
Startberechtigt waren die Meister der 11 Landesverbände Baden, Bayern, Berlin, Bremen, Hamburg, Hessen, Niedersachsen, Rheinland-Pfalz/Saar, Schleswig-Holstein, Westdeutschland und Württemberg. Aus Westdeutschland, dem gastgebenden Landesverband, war auch der Vizemeister startberechtigt, um auf eine gleiche Gruppenstärke zu kommen. Es wurde in zwei Gruppen mit je sechs Teilnehmern gespielt, in der Endrunde spielten die Gruppenzweiten um Platz 3, die Gruppenersten um den Titel.
Legende:

|  | Qualifikation für das Finale           |
|  | Qualifikation für das Spiel um Platz 3 |

## Gruppenspiele

Spielplan der 1. Deutschen Hallen-Hockey-Meisterschaft der Herren

| Gruppe A |                    |        |       |        |
| Platz    | Club               | Spiele | Tore  | Punkte |
| 1.       | Berliner HC        | 5      | 16:6  | 10:0   |
| 2.       | TSV Sachsenhausen  | 5      | 19:8  | 8:2    |
| 3.       | Düsseldorfer SC 99 | 5      | 15:11 | 6:4    |
| 4.       | TG Frankenthal     | 5      | 7:8   | 4:6    |
| 5.       | TSG Pasing         | 5      | 9:20  | 1:9    |
| 6.       | Goslarer SC 08     | 5      | 8:21  | 1:9    |

| Gruppe B |                   |        |       |        |
| Platz    | Club              | Spiele | Tore  | Punkte |
| 1.       | Gladbacher HTC    | 5      | 34:13 | 9:1    |
| 2.       | HC Heidelberg     | 5      | 19:11 | 7:3    |
| 3.       | HC Ludwigsburg    | 5      | 32:26 | 7:3    |
| 4.       | Harvestehuder THC | 5      | 20:19 | 5:5    |
| 5.       | Flensburger HC    | 5      | 15:33 | 2:8    |
| 6.       | HC Delmenhorst    | 5      | 14:32 | 0:10   |

## Endrunde

### Spiel um Platz 3
TSV Sachsenhausen – HC Heidelberg 7:4

### Endspiel
Berliner HC – Gladbacher HTC 5:4 nach Verlängerung
Das Siegtor erzielte Carsten Keller in der 1. Minute der Verlängerung. Der Berliner HC war auch amtierender Feldmeister und konnte diesen Titel 1962 verteidigen.